# SS Heraklion
El SS Heraklion (a veces escrito en los libros como Iraklion) fue un transbordador de automóviles griego que operó las líneas El Pireo - La Canea y El Pireo- Heraclión (Irakleio) entre 1965 y 1966. El barco volcó y se hundió el 8 de diciembre de 1966 en el mar Egeo, lo que provocó la muerte de más de 200 personas. Su hundimiento fue uno de los mayores desastres marítimos de la historia griega.

## Hundimiento
A las 20:00 horas del 7 de diciembre de 1966, y en condiciones meteorológicas extremas, con vientos del sureste soplando con fuerza 9 en la escala de Beaufort, el Heraklion viajó desde la bahía de Souda, en Creta, hacia El Pireo, después de un retraso de dos horas, supuestamente para embarcar en un camión frigorífico que, según la mayoría de los relatos, contribuyó al hundimiento.
Las autoridades portuarias de la bahía de Souda, que vigilaron el clima violento durante todo el día, habían prohibido la salida de embarcaciones más pequeñas, pero se creía erróneamente que ese clima no era una amenaza para un barco del tamaño del Heraklion. Esa misma noche, un anuncio de Typaldos Lines se mostró en muchos cines de Atenas, promocionando los barcos Typaldos como: "El más lujoso, el más avanzado y, por supuesto, el más seguro", siendo el Heraklion el favorito de la compañía en el anuncio, llamándolo: "El ferry Heraklion sin igual, con una velocidad de 17 nudos".
Después de medianoche, el Heraklion cruzaba el mar de Mirtos entre grandes olas y fuertes vientos que ganaban velocidad de forma constante. El barco se balanceaba con fuerza de un lado a otro, lo que hizo que los pasajeros se despertaran en sus camarotes y que los niños empezaran a llorar. Los coches se balanceaban de un lado a otro y el barco empezó a hacer agua.
A las 2:00 am, a mitad de la travesía, navegando a seis millas de la pequeña isla rocosa de Falkonera, el mencionado camión frigorífico, que transportaba naranjas y que se había dejado sin amarrar o que estaba amarrado de forma floja, comenzó a chocar contra la puerta de carga central, que finalmente cedió y se abrió, y el camión se precipitó al mar, donde fue encontrado flotando a la mañana siguiente. Inmediatamente entró agua a través de la puerta de carga abierta y el Heraklion comenzó a escorarse.
A las 2:06 horas se envió la primera señal de socorro: "Aquí Heraklion. La puerta central ha sido destruida. El barco está en peligro". Al mismo tiempo, la escora aumentaba minuto a minuto y el barco perdía velocidad. Los oficiales y la tripulación intentaron desesperadamente salvar el barco, pero fue en vano, ya que la escora empeoró y el barco comenzó a hundirse. A las 02:07 horas sonó la alarma. Se repartieron rápidamente chalecos salvavidas y se bajaron desesperadamente los botes salvavidas hacia las olas atronadoras.
A las 2:13, ocho minutos después del primer SOS, la radio del Heraklion emitió una última señal: "¡SOS, nos hundimos! Las coordenadas son 36°52′N 24°8′E / 36.867, 24.133. ¡SOS, nos hundimos!". Después de ese mensaje, se hizo el silencio.

## Intentos de rescate
La señal de SOS se repitió dos veces. El Ministerio de Marina Mercante griego no estaba equipado para gestionar las comunicaciones necesarias, mientras que las autoridades portuarias de El Pireo, Siros y otras islas también informaron de que no podían ofrecer ayuda por falta de equipo. Lamentablemente, el ferry Minos, que se encontraba a 24 kilómetros del lugar, no recibió el SOS.
Alrededor de las 2:30 am, el comandante de la Guardia Costera griega fue alertado, seguido por el ministro de Marina Mercante y el ministro de Defensa. El Ministerio de Defensa informó que un barco de la entonces Marina Real griega estaba en Siros, pero que tardaría entre tres y cuatro horas en ponerse en marcha. Varios barcos, incluidos dos buques de guerra de la Marina Real británica al noreste de Creta, recibieron el SOS y cambiaron el rumbo hacia el lugar.
A las 4:30 horas, el RHS Syros recibió la orden de zarpar, mientras que una hora más tarde se informó al primer ministro de la situación y se alertó a la Fuerza Aérea. A las 06:30 horas, el primer ministro informó al rey Constantino sobre el desastre. A las 7:20 horas, un Douglas C-47 Skytrain despegó del aeropuerto de Elefsis; poco después, dos más siguieron su ejemplo.
Los primeros mensajes transmitidos desde los barcos que llegaron al lugar de la tragedia a las 8:30 de la mañana fueron desalentadores. No había señales de restos del barco y, lo que es más importante, no había señales de supervivientes. Los primeros titulares de los periódicos griegos informaron de que el barco se había hundido con pérdida total de vidas. El primer ministro declaró un período de luto nacional de una semana.
A las 9:45 am, el primer C-47 Skytrain llegó al lugar y localizó el camión frigorífico, mientras que el HMS Ashton también se apresuró a llegar al lugar. El avión voló en círculos sobre el camión, descendiendo lentamente a una altitud menor cuando la voz del piloto del segundo avión sonó en la radio, casi ordenando: "Su Alteza, su trayectoria de vuelo es peligrosa, ¡tome altura ahora!". El capitán del Ashton, al darse cuenta de que el propio Rey estaba participando en la operación de rescate, comunicó por radio: "Su Alteza, Ashton está a su servicio". El Rey respondió: "Gracias. Por favor, síganme", mientras los aviones avistaban a los pocos sobrevivientes y comenzaban a lanzar chalecos salvavidas desde el aire.
A las 19:00 horas, el Leverton y el Ashton atracaron en el puerto de El Pireo, donde se había reunido una gran multitud para buscar información y esperar a los barcos de rescate que transportaban a los supervivientes y los cadáveres.
En las operaciones de búsqueda y rescate participaron varios buques de la Armada de los Estados Unidos que estaban desplegados en el mar Mediterráneo en el momento del naufragio, entre ellos el USS Lawrence, el USS Bordelon, el USS James C. Owens y el USS Strong.
Oficialmente, de los 73 oficiales y tripulantes y 191 pasajeros, solo 46 fueron rescatados (16 tripulantes y 30 pasajeros), mientras que 217 murieron. El número exacto se desconoce, ya que en aquella época era habitual embarcar sin billete, que solo se expedía al zarpar.
Uno de los muertos fue Michael Robert Hall King (nacido en 1942), nieto de Robert Baden-Powell.

## Consecuencias
La investigación del gobierno griego encontró a la Typaldos Lines culpable de negligencia por varias razones: no hubo simulacro de abandono del barco, hubo un retraso en el envío de una llamada de socorro y no hubo organización de trabajo de rescate por parte de los oficiales del barco. La compañía también fue acusada de homicidio y falsificación de documentos.
Haralambos Typaldos, el propietario de la compañía, y Panayotis Kokkinos, el gerente general, fueron sentenciados a prisión en 1968. También se encontró que doce de los quince barcos de la compañía no habían pasado la inspección de derecho internacional. Los barcos restantes de la compañía fueron adquiridos y vendidos como chatarra o vendidos para otros usos, excepto tres: SS Hellas, SS Athinai y MV Rodos. Ninguno de los barcos atrajo compradores, por lo que quedaron inmovilizados durante 20 años antes de ser vendidos como chatarra y desguazados en Turquía en 1989. Mientras tanto, el Athinai, muy oxidado , se utilizó en 1978-1979 como escenario flotante para la película Raise the Titanic y fue rebautizado como Titanic durante el rodaje.
Durante la década de 1990 se erigió una escultura conocida como El Monumento de la Mano cerca del puerto de La Canea para conmemorar a las víctimas del accidente.